# Фен Тянь Вей
Фен Тянь Вей  (англ. Feng Tian Wei; нар. 31 серпня 1986) — сінгапурська настільна тенісистка, олімпійська медалістка.

## Виступи на Олімпіадах
| Олімпіада   | Дисципліна       | Місце |
| ----------- | ---------------- | ----- |
| Пекін 2008  | одиночний розряд | =5    |
| Пекін 2008  | командний розряд | 2     |
| Лондон 2012 | одиночний розряд | 3     |
| Лондон 2012 | командний розряд | 3     |
| Ріо 2016    | одиночний розряд | =5    |